# タテガミガン属
タテガミガン属（タテガミガンぞく、学名 Chenonetta）は、鳥綱カモ目カモ科に属する属。
学名は、古代ギリシア語でχήν・νῆττα・(雁・鴨）の由来。

## 分布
オーストラリア

## 分類
以下の分類・英名は、HBW and BirdLife International Illustrated Checklist of the Birds of the Worldに従う。和名は、黒田長久（1980年）による。
- Chenonetta jubata　タテガミガン　Australian wood duck LC IUCN
- †Chenonetta finschi　Finsch's duck EX IUCN （ニュージーランド[7]）